# Amphorella melampoides
Amphorella melampoides је пуж из реда Stylommatophora и фамилије Ferussaciidae. 

## Угроженост
Ова врста се сматра рањивом у погледу угрожености врсте од изумирања.

## Распрострањење
Ареал врсте је ограничен на једну државу. 
Португал (тачније Мадеира) је једино познато природно станиште врсте.